# Daloa flygplats
Daloa flygplats är en flygplats vid staden Daloa i Elfenbenskusten. Den ligger i den centrala delen av landet, 130 km väster om huvudstaden Yamoussoukro. Daloa flygplats ligger 251 meter över havet. IATA-koden är DJO och ICAO-koden DIDL.